# Philippe-Hippolyte-Charles Spinola

Philippe Hippolyte Charles Spinola (1612-1670
, comte de Bruay, baron d'Andres, et de la terre de Kaunitz, seigneur d'Embry, Monchel, Curlu, Harrenigue et Vandringhem, est un général des armées espagnoles. Gentilhomme émérite, vaillant combattant, il fut gouverneur de Namur et de Lille, ville qu'il défendit en 1667 contre les armées du roi de France Louis XIV.
Issue d'une très ancienne famille wallonne, il est nommé gouverneur de Namur et Lille en 1665. En 1667, il défend la ville contre les armées françaises, commandées par Turenne et Louis XIV en personne. En apprenant la présence du roi devant la ville (sur la colline de Mons), il se comporte en vrai gentilhomme :  il lui envoya courtoisement un message par lequel il lui offrait le choix parmi les plus beaux châteaux à une heure aux environs de Lille, ajoutant qu'il mettait à sa disposition tout ce qui, dans la ville, serait nécessaire à l'entretien de sa maison.
Lorsque la ville capitule 9 jours plus tard, il quitte la ville avec les honneurs. Pour sa ténacité, il obtient du roi d'Espagne Charles II le titre de Chevalier de la Toison d'or. Il meurt à Bruxelles le 14 janvier 1670.